# جآي (مغنية)
كيم هيو جين (هانغل: 김효진 ؛ من مواليد 18 سبتمبر 1981) المعروفة باسمها المسرحي جآي (تُكتب كـ JeA) هي مغنية وكاتبة أغاني كورية جنوبية، اشتهرت بكونها قائدة فرقة الفتيات الكورية الجنوبية براون آيد غيرلز، كونها فنانة منفردة ايضًا، فهي تساهم بكتابة العديد من الأغاني، وقد كتبت العديد من الأغاني لنفسها، ولفرقتها بروان آيد غيرلز والعديد من الفنانين الآخرين.

## المهنة

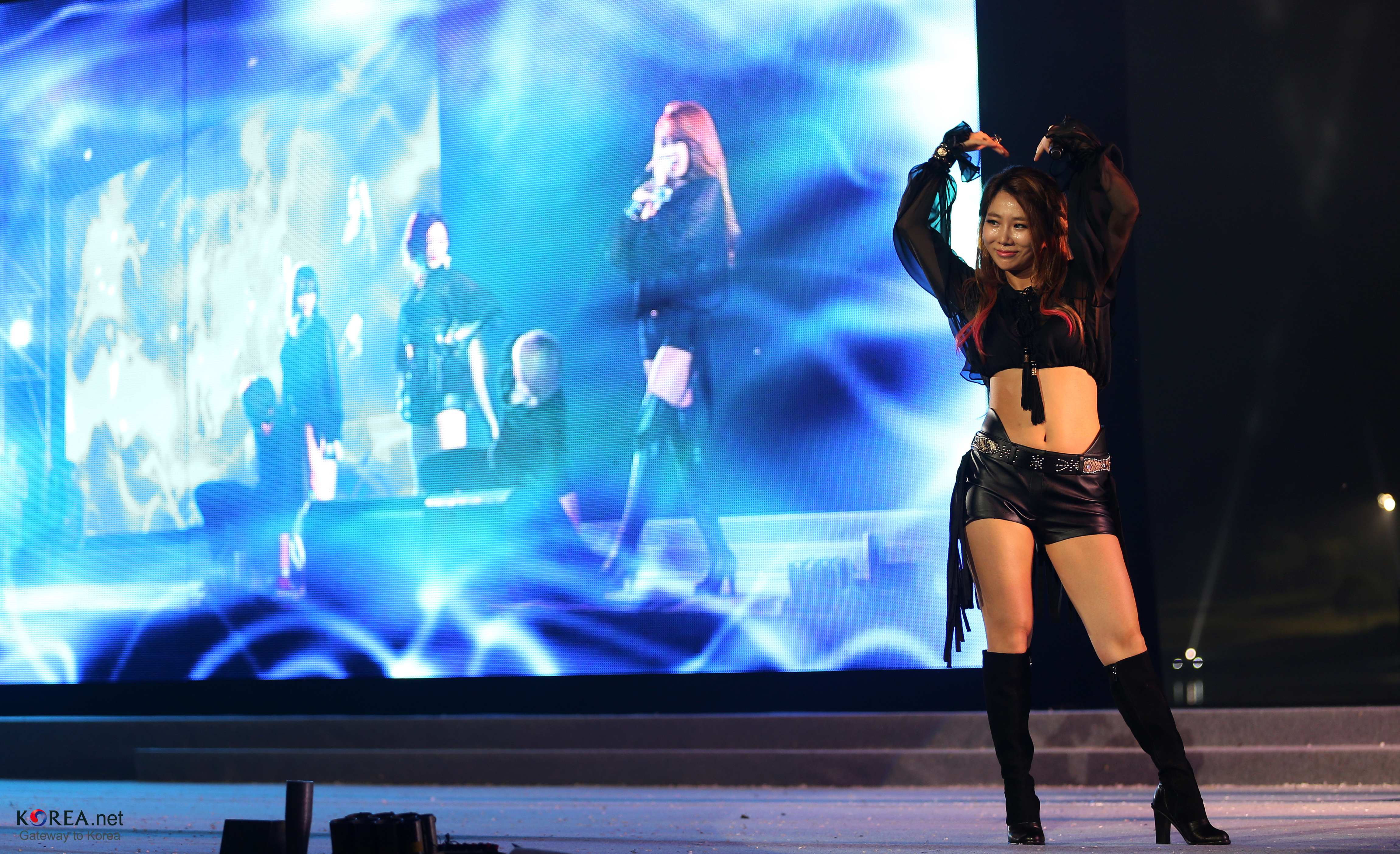
جاي في 2013

جآي هي المسؤولة عن إنشاء فرقة براون آيد غيرلز وشاركت بنشاط في اختيار الأعضاء الآخرين إلى جانب نفسها. قام الأعضاء الأربعة - جآي و نارشا وغايين وميريو - بأداء العديد من العروض الصغيرة تحت اسم "Crescendo" قبل الظهور لأول مرة رسميًا باسم "Brown Eyed Girls" في عام 2006. جآي هي القائدة والمغنية الرئيسية في الفرقة.

### المهنة المنفردة
أصدرت جآي ألبومها المنفرد الأول "Just JeA" في عام 2013. وهي آخر أعضاء فرقة بروان آيد غيرلز التي أصدرت ألبومها المنفرد، بصرف النظر عن كونها مغنية فهي أيضًا ملحنة ومنتجة. بدأت في التأليف لفرقتها بألبومهم الثاني، وبعد ذلك كتبت أغاني لفنانين آخرين أيضًا. وسعت سيرتها الذاتية من خلال مساعدتها على الإنتاج لفرقتها بروان آيد غيرلز وألبومها المنفرد.

## روابط خارجية
- جآي على موقع ميوزك برينز (الإنجليزية)